# Wald (Svevia)
Wald è un comune tedesco di 1 023 abitanti, situato nel land della Baviera.